# Janel Curry
Janel Curry-Ropel (1950) es una geógrafa, cartógrafa, escritora, y profesora estadounidense. Es la decana de la Universidad Gordon, en Wenham, Massachusetts. Es una galardonada geógrafa y educadora originaria de Canton, Illinois.

## Carrera
Se graduó por el Bethel College (hoy Universidad Bethel) en 1977 con altos honores, ganando un B.A. en ciencia política. Luego obtuvo un M.A. y Ph.D. en geografía por la Universidad de Minnesota. Empezó su carrera en 1985 en la Universidad Central (Iowa) dónde enseñó geografía. Se mudó a la Calvin Universidad en 1996 y tuvo dedicación exclusiva hasta 2000 cuando transicionó a una posición administrativa como Decana de investigaciones y becas.
Ha sido autora de artículos, libros, y capítulos de libros. Sus estudios e investigaciones las ha unido en dos disciplinas juntas explorando "relaciones tierra - humanos, salud institucional y resiliencia, y perspectivas teológicas sobre la naturaleza."

## Obra

### Algunas publicaciones
- Janel M. Curry, Steven McGuire. 2002. Community on Land: Community, Ecology, and the Public Interest. G - Reference, Information and Interdisciplinary Subjects Series. Edición ilustrada de Rowman & Littlefield, 257 p. ISBN 0742501612, ISBN 9780742501614

- Janel M. Curry-Roper, Steven McGuire. 1993. “The Individualist Imagination and Natural Resource Policy,” Society and Natural Res. 6: 259-72.

- Greg Bowman, Janel Curry-Roper. 1982. The Houma People of Louisiana: A Story of Indian Survival. Publicó United Houma Nation, 97 p.

## Honores
Fue distinguida de ser nombrada Becaria Fulbright dos veces en su carrera. Mientras en la Calvin Universidad, miembro de la Cátedra Gary y Henrietta Byker en Perspectivas cristianas en Pensamientos Políticos, Sociales, y Económicos de 2008 a 2012. También fue recipiente de una Membresía de Becarios Pew Evangelical.
Otros premios incluyen:
- John Fraser Hart Premio en Excelencia de Búsqueda
- Lifetime Premio de consecución en Excelencia en Geografía Rural y Agrícola
- Premio de Alumnado de la Década en Consecución Académica (de la Bethel Universidad)
- Premio Campus de Míchigan Servicio Comunitario